# Spiesia albana
Spiesia albana là một loài thực vật có hoa trong họ Đậu. Loài này được (Steven) Kuntze miêu tả khoa học đầu tiên năm 1891.